# Aarhus Football Club
Aarhus Football Club eller Aarhus Fodbold Club (AFC) er en tidligere fodboldklub i Aarhus, der blev stiftet 23. august 1929 i et forsøg på at skabe en modvægt i det århusianske fodboldmiljø til byens dominerende storklub, AGF.
Klubben opnåede hurtigt succes i 1930'erne, men var ofte i konflikt med andre klubber, der mente, at AFC lokkede deres spillere til AFC ulovligt. Da medlemstallet stagnerede, og det stod klart, at man ikke kunne konkurrere med AGF, blev klubben i 1938 opløst, og fodboldafdelingen blev en del af Aarhus 1900.
Aarhus Fodbold Club blev stiftet af en gruppe forretningsmænd på resterne af klubben B 1921 Aarhus, der samme dag blev erklæret konkurs. Et par uger senere slog AFC sig sammen med Frem Aarhus, der var i økonomiske vanskeligheder, og overtog Frem Aarhus position i den tredjebedste jyske række.
Aarhus FC spillede fra 1932 med i den jyske mesterrække og fra 1933 i Danmarksturneringens Oprykningsserien. Klubben vandt vestrækken i sæsonen 1933/34, men tabte til Helsingør IF i den afgørende kamp om oprykning til landets bedste række, Mesterskabsserien.
Klubben fostrede en enkelt landsholdsspiller, Oluf Skjelmose, der i 1934 spillede tre landskampe for Danmark.